# Korejské císařství
Korejské císařství (korejsky 대한제국; hanča: 大韓帝國; Tähan čeguk; doslova „Velké korejské císařství“) v českém jazyce rovněž známé jako Císařství Tähan, je zaniklý stát existující na Korejském poloostrově od roku 1897 do roku 1910, kdy bylo přisvojeno jako kolonie Čósen (Čosŏn) japonským císařstvím.
Korejské císařství hraničilo s Čínou, Japonskem a Ruskem. Vystřídali se zde dva císaři a čtyři předsedové vlády.

## Historie
V roce 1902 uzavřelo Japonsko alianci s Velkou Británií, podle které Japonsko uznalo anglické zájmy v Číně a na oplátku Velká Británie uznala zájmy Japonska v Koreji. Byla to první ze tří smluv, které postupně Japonsko uzavíralo se světovými mocnostmi a připravovalo si tak půdu pro případné ovládnutí Korejského poloostrova.

Císařská pečeť

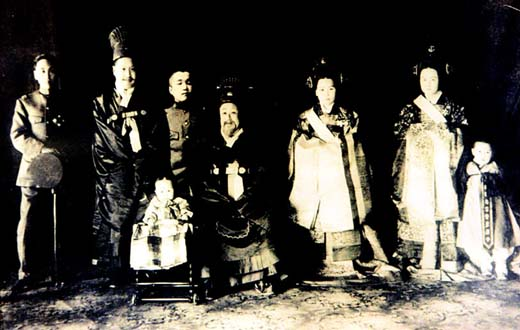
Korejská císařská rodina

Japonsko pozorně sledovalo také vzestup vlivu Ruska ve východní Asii a nemohlo mu uniknout pozvolné rozšiřování ruského carství. Japonští vůdci, zatím nepřipraveni čelit Rusům vojensky, se soustředili na své ekonomické zájmy v Koreji a přitom hledali příležitost pro budoucí útok. Vztah mezi Ruskem a Japonskem se postupně vyhrocoval, jelikož Rusko porušilo dohodu o neútočení a spolupráci. Před vypuknutím rusko-japonské války Korea vyhlásila neutralitu. Po tomto prohlášení byla do Koreje vyslána delegace, která měla za úkol přimět Koreu k podepsání významného dokumentu. V tomto dokumentu sice bylo obsaženo, že Japonsko respektuje nezávislost Koreje, ale zároveň požadoval stálý japonský dohled nad správou v Koreji. Rusko-japonská válka (1904–1905) proběhla opět ve znamení japonského vítězství. Zprostředkovatelem při podpisu mírové smlouvy mezi oběma zeměmi byl sám prezident USA Theodore Roosevelt. Tato tzv. Portsmouthská smlouva, podepsaná roku 1905, mimo jiné obsahovala i článek o tom, že vláda ruského carství bere na vědomí hlavní japonské politické, vojenské a ekonomické zájmy v Koreji. Podepsání Taft-Kacurova memoranda v tomtéž roce s USA zajistilo Japonsku souhlas i tohoto imperialistického státu s neomezeným ovládnutím Koreje (výměnou za uznání amerických zájmů na Filipínských ostrovech).

### Japonská anexe Koreje
Poté byla podepsána Japonsko-korejská protektorátní smlouva, se kterou korejský lid samozřejmě nesouhlasil. Japonské říši již nic nebránilo v okupaci Koreje. Během několika následujících let japonský vliv v Koreji dále sílil. Další významná místa ve správě Koreje byla obsazena Japonci. Poté, co korejský premiér podepsal 22. srpna 1910 anekční smlouvu, byl císař Sundžong donucen vzdát se svého trůnu a podstoupit tak zem Japonské říši.
V celém státě byla zavedena moderní síť komunikací a dopravy v evropském stylu. Ta usnadnila japonské obchodní styky, sloužila japonskému obchodu a byla jedním z nástrojů pevné kontroly kolonie.
Japonci odstranili starou hierarchii z doby Čoson a „vylepšili“ korejský daňový systém, aby vyhnali rolníky z najaté půdy a mohli vyvážet rýžové produkty do Japonska (což způsobilo hlad a přineslo to sérii kárných opatření včetně zabíjení těch, co odmítali platit daně, nucené otroctví při stavbě silnic, v dolech a továrnách, a to nejdříve v Koreji a později i v dalších japonských okupovaných územích).
Poté, co zemřel bývalý korejský císař Kodžong (s podezřením, že ho někdo otrávil), uskutečnila se celostátní protijaponská manifestace. Stalo se tak 1. března 1919. Byla inspirována projevem amerického prezidenta Woodrowa Wilsona, který v něm hlásal podporu práva na sebeurčení národů a vyzýval k ukončení evropské koloniální nadvlády. O korejské nezávislosti se však nezmínil, protože se projaponská frakce v USA snažila o obchodní vpád do Číny skrz Korejský poloostrov. Deklarace nezávislosti byla přečtena v Soulu a odhadem dva miliony lidí (japonské záznamy však uvádějí méně než půl milionu) se zúčastnilo pokojné demonstrace za získání samostatnosti. Protesty byly však japonskou vládou tvrdě potlačeny. Asi 7000 lidí bylo zatčeno, 550 zabito a 1400 zraněno. Mnoho korejských křesťanů bylo ukřižováno nebo zaživa upáleno v kostelích.